# Côte d'Ivoire aux Jeux olympiques d'été de 2016
La Côte d'Ivoire a participé aux Jeux olympiques d'été de 2016 à Rio de Janeiro au Brésil du 5 août au 21 août. Il s'agissait de sa 13e participation à des Jeux d'été. Sa délégation a été composée par 15 sportifs dans 6 sports. L'athlète Murielle Ahouré a été désignée porte-drapeau.

## Athlétisme
La Côte d'Ivoire a été représentée par les meilleurs sprinteurs africains : Murielle Ahouré, championne d'Afrique en titre et meilleure performance mondiale 2016 sur 100 m, Marie-Josée Ta Lou championne d'Afrique 2016 du 200 m, Ben Youssef Méité, champion d'Afrique 2016 du 100 m et Wilfried Koffi champion d'Afrique 2014 sur 100 m et 200 m. Ils ont été accompagnés par les relayeuses Adeline Gouenon, Gaha Parfaite et Ziketh Karel.
Alors que Murielle Ahouré a été éliminée en demi-finale sur 100 et 200 m, c'est Marie-Josée Ta Lou qui a réalisé les meilleures performances en terminant 4e du 100 m, à un millième de seconde seulement de Shelly-Ann Fraser-Pryce, et du 200 m, en battant le record national (22 s 21).
Chez les hommes, Ben Youssef Méité a battu le record national du 100 m en demi-finale (9 s 97) puis en finale (9 s 96) et a terminé finalement à la 6e place.
| Athlète            | Épreuve      | Séries   | Séries | Demi-finales | Demi-finales | Finale   | Finale   |
| Athlète            | Épreuve      | Résultat | Rang   | Résultat     | Rang         | Résultat | Rang     |
| ------------------ | ------------ | -------- | ------ | ------------ | ------------ | -------- | -------- |
| Ben Youssef Méité  | 100 m hommes | 10 s 03  | 1er    | 9 s 97       | 2e           | 9 s 96   | 6e       |
| Wilfried Koffi     | 100 m hommes | 10 s 37  | 7e     | Éliminé      | Éliminé      | Éliminé  | Éliminé  |
| Wilfried Koffi     | 200 m hommes | 20 s 48  | 4e     | Éliminé      | Éliminé      | Éliminé  | Éliminé  |
| Murielle Ahouré    | 100 m femmes | 11 s 17  | 2e     | 11 s 01      | 4e           | Éliminée | Éliminée |
| Murielle Ahouré    | 200 m femmes | 22 s 52  | 2e     | 22 s 59      | 4e           | Éliminée | Éliminée |
| Marie-Josée Ta Lou | 100 m femmes | 11 s 01  | 2e     | 10 s 94      | 3e           | 10 s 86  | 4e       |
| Marie-Josée Ta Lou | 200 m femmes | 22 s 31  | 1re    | 22 s 28      | 1re          | 22 s 21  | 4e       |

## Escrime
La vice-championne d'Afrique Gbahi Gwladys Sakoa a été qualifiée pour les épreuves d'épée. Elle a perdu son seul combat en 16e de finale face à la future médaillée de bronze Sun Yiwen.
| Athlète             | Compétition       | 1/32 de finale   | 1/16 de finale    | 1/8e de finale   | Quarts de finale | Demi-finales     | Match pour la médaille de bronze Matchs de classement 5-8 | Match pour la médaille de bronze Matchs de classement 5-8 | Finale           | Finale   |
| Athlète             | Compétition       | Adversaire Score | Adversaire Score  | Adversaire Score | Adversaire Score | Adversaire Score | Adversaire Score                                          | Rang                                                      | Adversaire Score | Rang     |
| ------------------- | ----------------- | ---------------- | ----------------- | ---------------- | ---------------- | ---------------- | --------------------------------------------------------- | --------------------------------------------------------- | ---------------- | -------- |
| Gbahi Gwladys Sakoa | Épée individuelle | Exemptée         | Sun Yiwen 11 - 15 | Éliminée         | Éliminée         | Éliminée         | Éliminée                                                  | Éliminée                                                  | Éliminée         | Éliminée |

## Judo
Zouleiha Abzetta Dabonné a été la seule représentante ivoirienne en judo. Elle a été éliminée dès son premier combat par la future médaillée de bronze Kaori Matsumoto.
| Athlète                  | Compétition    | 1er tour            | 2e tour                    | Quart de finale     | Demi-finale         | Repêchage 1         | Repêchage 2         | Finale              | Finale   |
| Athlète                  | Compétition    | Adversaire Résultat | Adversaire Résultat        | Adversaire Résultat | Adversaire Résultat | Adversaire Résultat | Adversaire Résultat | Adversaire Résultat | Rang     |
| ------------------------ | -------------- | ------------------- | -------------------------- | ------------------- | ------------------- | ------------------- | ------------------- | ------------------- | -------- |
| Zouleiha Abzetta Dabonné | Moins de 57 kg | Exemptée            | Battue par Kaori Matsumoto | Éliminée            | Éliminée            | Éliminée            | Éliminée            | Éliminée            | Éliminée |

## Natation
Talita Te Flan, détentrice du record d'Afrique du 200 m nage libre, et Thibaut Danho, double médaillé aux championnats d'Afrique 2016, ont représenté la Côte d'Ivoire en natation. La Fédération Ivoirienne de Natation et sauvetage a convaincu ces deux binationaux de concourir pour la Côte d'Ivoire en 2015. Ils ont été tous les deux éliminés dès les séries.
| Athlète        | Épreuve                 | Séries        | Séries | Demi-finales | Demi-finales | Finale   | Finale   |
| Athlète        | Épreuve                 | Temps         | Rang   | Temps        | Rang         | Temps    | Rang     |
| -------------- | ----------------------- | ------------- | ------ | ------------ | ------------ | -------- | -------- |
| Thibaut Danho  | 100 m nage libre hommes | 52 s 78       | 54e    | Éliminé      | Éliminé      | Éliminé  | Éliminé  |
| Talita Te Flan | 800 m nage libre femmes | 9 min 07 s 21 | 27e    | Éliminée     | Éliminée     | Éliminée | Éliminée |

## Taekwondo
Les triples champions d'Afrique Cheick Cissé et Ruth Gbagbi ont représenté la Côte d'Ivoire en taekwondo, avec Mamina Koné.
Cheick Cissé est devenu le premier ivoirien champion olympique, en battant le britannique Lutalo Muhammad en finale des moins de 80 kg. Quant à Ruth Gbagbi, elle est devenue la première femme ivoirienne à être médaillée olympique, en décrochant le bronze dans la catégorie des moins de 67 kg.
| Athlète      | Compétition   | Huitièmes de finale              | Quarts de finale            | Demi-finales               | Repêchage 1                | Repêchage 2              | Finale                    | Rang                                |
| Athlète      | Compétition   | Adversaire Résultat              | Adversaire Résultat         | Adversaire Résultat        | Adversaire Résultat        | Adversaire Résultat      | Adversaire Résultat       | Rang                                |
| ------------ | ------------- | -------------------------------- | --------------------------- | -------------------------- | -------------------------- | ------------------------ | ------------------------- | ----------------------------------- |
| Cheick Cissé | -80 kg hommes | Bat Piotr Paziński 8 - 2         | Bat Tahir Güleç 7 - 1       | Bat Oussama Oueslati 7 - 6 | NC                         | NC                       | Bat Lutalo Muhammad 8 - 6 | Médaille d'or, Jeux olympiques      |
| Ruth Gbagbi  | -67 kg femmes | Bat Seham El-Sawalhy 4 - 3       | Battue par Haby Niaré 4 - 5 | NC                         | Bat Aniya Louissaint 7 - 2 | Bat Farida Azizova 7 - 1 | NC                        | Médaille de bronze, Jeux olympiques |
| Mamina Kone  | +67 kg femmes | Battue par Gwladys Épangue 1 - 3 | Éliminée                    | Éliminée                   | Éliminée                   | Éliminée                 | Éliminée                  | Éliminée                            |

## Tir à l'arc
René Kouassi a participé à ses deuxièmes Jeux olympiques. En revanche, l'italo-ivoirienne Carla Frangilli, initialement qualifiée, n'a été pas retenue pour un problème de passeport.
| Athlète      | Compétition | Tour préliminaire | Tour préliminaire | 1er tour                  | 2e tour          | 3e tour          | Quarts de finale | Demi-finales     | Match pour la médaille de bronze | Match pour la médaille de bronze | Finale           | Finale |
| Athlète      | Compétition | Score             | Rang              | Adversaire Score          | Adversaire Score | Adversaire Score | Adversaire Score | Adversaire Score | Adversaire Score                 | Rang                             | Adversaire Score | Rang   |
| ------------ | ----------- | ----------------- | ----------------- | ------------------------- | ---------------- | ---------------- | ---------------- | ---------------- | -------------------------------- | -------------------------------- | ---------------- | ------ |
| René Kouassi | Individuel  | 634 pts           | 57e               | Battu par Valladont 4 - 6 | non qualifié     | non qualifié     | non qualifié     | non qualifié     | non qualifié                     | non qualifié                     | non qualifié     | 33e    |